# Liste der Kulturdenkmäler in Vernawahlshausen
Die Liste der Kulturdenkmäler in Vernawahlshausen enthält alle Kulturdenkmäler in Vernawahlshausen, einem Ortsteil von Wesertal im nordhessischen Landkreis Kassel, die in der vom Landesamt für Denkmalpflege Hessen 1988 herausgegebenen Denkmaltopographie veröffentlicht wurden.

## Legende
- Bezeichnung: Nennt den Namen, die Bezeichnung oder die Art des Kulturdenkmals.
- Lage: Nennt den Straßennamen und wenn vorhanden die Hausnummer des Kulturdenkmals. Die Grundsortierung der Liste erfolgt nach dieser Adresse. Der Link „Karte“ führt zu verschiedenen Kartendarstellungen und nennt die Koordinaten des Kulturdenkmals.
- Datierung: Gibt die Datierung an; das Jahr der Fertigstellung bzw. den Zeitraum der Errichtung. Eine Sortierung nach Jahr ist möglich.
- Beschreibung: Nennt bauliche und geschichtliche Einzelheiten des Kulturdenkmals, vorzugsweise die Denkmaleigenschaften.
- Objekt-Nr: Gibt, sofern vorhanden, die vom Landesamt für Denkmalpflege vergebene Objekt-ID des Kulturdenkmals an.

## Denkmalliste
| Bild                | Bezeichnung              | Lage                                      | Beschreibung                                                                              | Bauzeit             | Daten |
| ------------------- | ------------------------ | ----------------------------------------- | ----------------------------------------------------------------------------------------- | ------------------- | ----- |
| Bild gesucht BW     | Brücke                   | Lage                                      | Barocke Sandsteinbrücke über die Schwülme                                                 | 1761                |       |
| Kirche              | Kirche                   | Bergerholz 1 Lage                         | Evangelische Pfarrkirche                                                                  | spätes 12. Jh.      |       |
| Bild gesucht BW     | Fachwerkrähmbau          | Bergerholz 14 Lage                        | Traufständiger zweigeschossiger Fachwerkrähmbau                                           | mittleres 19. Jh.   |       |
| Bild gesucht BW     | Fachwerkständerbau       | Bergerholz 24 Lage                        | Zweigeschossiger Fachwerkständerbau                                                       | dat. 1635           |       |
| Bild gesucht BW     | Rähmbau                  | Bergerholz 26 Lage                        | Reihenhausbebauung - Zweigeschossiger, traufständiger Rähmbau                             | Ende 19. Jh.        |       |
| Fachwerkständerbau  | Fachwerkständerbau       | Kirchstraße 11 Lage                       | Giebelständiger, zweigeschossiger Fachwerkständerbau                                      | frühes 18. Jh.      |       |
| Bild gesucht BW     | Wohnhaus                 | Lippoldsberger Straße 3 Lage              | Bäuerliches Wohnhaus einer Hofanlage                                                      | ausgehendes 18. Jh. |       |
| Bild gesucht BW     | Ernhaus                  | Lippoldsberger Straße 4 Lage              | Ernhaus mit Rähmgefüge                                                                    | ausgehendes 18. Jh. |       |
| Bild gesucht BW     | Kleinbäuerliches Anwesen | Lippoldsberger Straße 11 Lage             | Kleinbäuerliches Anwesen                                                                  | 19. Jh.             |       |
| Bild gesucht BW     | Scheunenbau              | Lippoldsberger Straße 11 (gegenüber) Lage | Kleiner Scheunenbau                                                                       | frühes 20. Jh.      |       |
| Bild gesucht BW     | Pfarrhaus                | Lippoldsberger Straße 12 Lage             | Pfarrhaus                                                                                 | dat. 1905           |       |
| Bild gesucht BW     | Gebäudegruppe            | Oedelsheimer Straße 2 Lage                | Kleine L-förmig angeordnete Gebäudegruppe, ehemal. Tagelöhnerhäuschen                     | um 1800             |       |
| Bild gesucht BW     | Einhaus                  | Oedelsheimer Straße 5 Lage                | Traufständiges, großvolumiges bäuerliches Einhaus                                         | um 1900             |       |
| Bild gesucht BW     | Schulbau                 | Oedelsheimer Straße 8 Lage                | Schulbau - giebelständiger, zweigeschossiger Haupttrakt                                   | frühes 20. Jh.      |       |
| Bild gesucht BW     | Fachwerkrähmbau          | Pfarrstraße 1 Lage                        | Traufständiger, zweigeschossiger Fachwerkrähmbau                                          | ausgehendes 19. Jh. |       |
| Bild gesucht BW     | Wohn-Wirtschaftsgebäude  | Pfarrstraße 2 Lage                        | Traufständiges zweigeschossiges Wohn-Wirtschaftsgebäude - Rähmbau mit Backsteinausfachung | ausgehendes 19. Jh. |       |
| Fachwerkrähmgebäude | Fachwerkrähmgebäude      | Pfarrstraße 3 Lage                        | Giebelständiges, zweigeschossiges Fachwerkrähmgebäude                                     | 1. Viertel 18. Jh.  |       |
| Bild gesucht BW     | Wohnhaus                 | Trift 3 Lage                              | Zweigeschossiges Wohnhaus                                                                 | dat. 1920           |       |
| Bild gesucht BW     | Wohnwirtschaftsgebäude   | Uslarer Straße 10 Lage                    | Traufständiges Wohnwirtschaftsgebäude                                                     | um 1800             |       |
| Bild gesucht BW     | Ständerbau               | Uslarer Straße 14 Lage                    | Giebelständiger, zweischiffiger, zweigeschossiger Ständerbau                              | mittleres 18. Jh.   |       |
| Bild gesucht BW     | Ehemals Längsdielenhaus  | Verliehäuser Straße 5 Lage                | Ehemals Längsdielenhaus in Ständerbauweise                                                | 17. Jh.             |       |
| Bild gesucht BW     | Flurquerdielenhaus       | Winkel 5 Lage                             | Flurquerdielenhaus - Rähmfachwerkbau                                                      | dat. 1839           |       |